# ВРВЗ-200
ВРВЗ-200 је српска ракета ваздух-земља, основно наоружање ваздух-земља модернизованог Ј-22 Орла 2.0

## Опис
Ракета ВРВЗ-200 омогућује "Орлу" дејство на циљева удаљене до 40 km са висина до 7.000 m. Ракета поседује термовизијску или телевизијску главу за самонавођење и линк за пренос слике с' главе ракете до приказивача у кабини авиона, као и пренос команди за управљање од оператера до ракете. Опрема за линк између ракете и авиона налази се на подвесном контејнеру на једном од подтрупних носача. Ракета је успешно тестирана и очекује се њена серијска производња и опремање модернизованог орла њом.